# Kaldidalur
La Kaldidalur (dall'islandese "Valle fredda") è una valle in cui scorre l'omonima strada (550), che è via più corta tra le piste che attraversano gli altopiani d'Islanda.

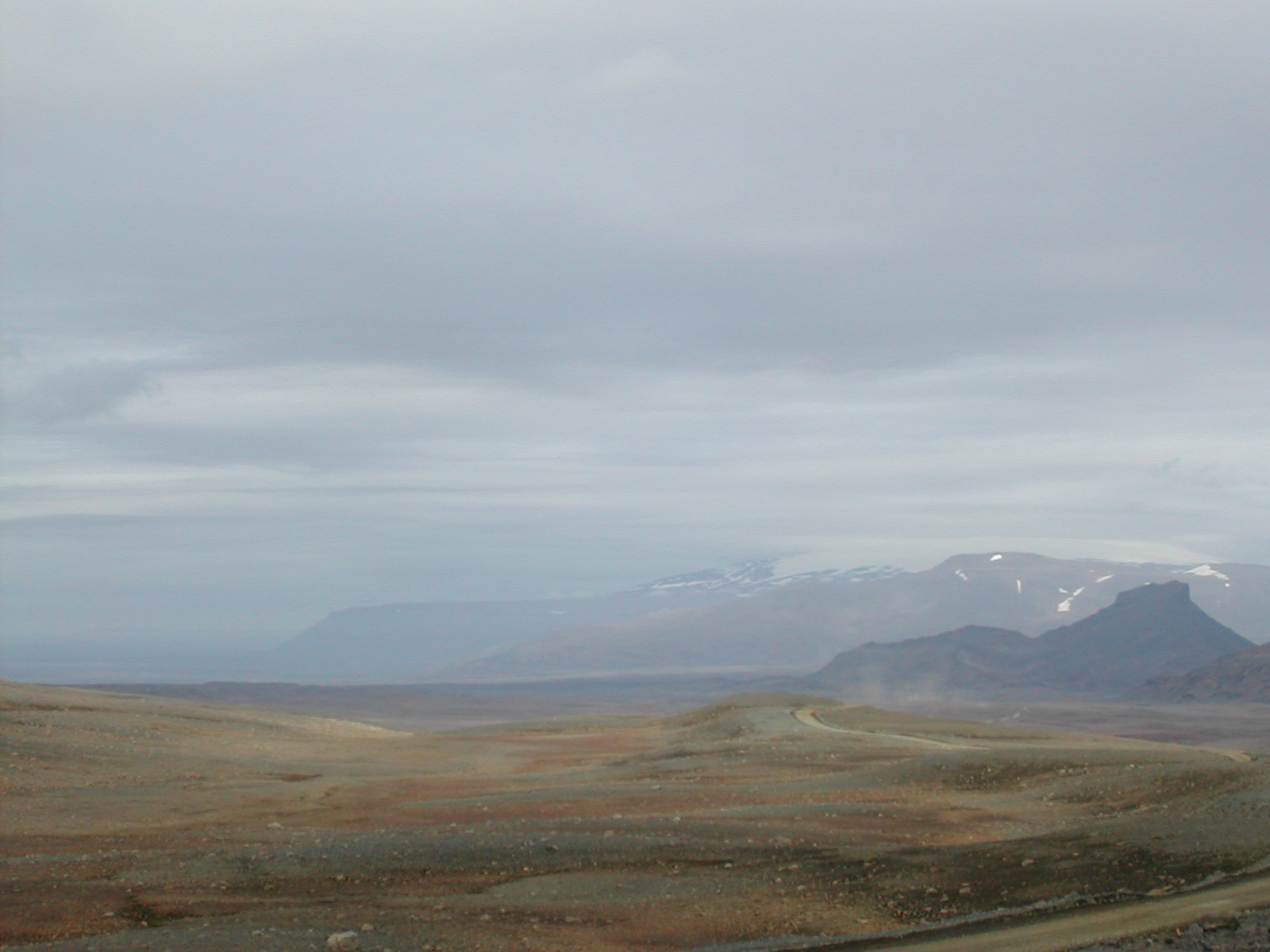
Strada Kaldidalur

## Percorso
La pista Kaldidalur inizia poco più a Nord rispetto a Þingvellir e a Ovest del vulcano Skjaldbreiður, il cui nome (che significa grande riparo) deriva da ciò che realmente rappresenta.

La strada prosegue tra il ghiacciaio Þórisjökull e i vulcani Prestahnúkur e Ok e si dirige verso Nord in direzione del campo di lava Hallmundarhraun. A Est di Reykholt, la strada costeggia la Reykholtsdalur a Húsafell. Quindi, prosegue verso il villaggio di Hvammstangi e il fiordo Miðfjörður.
Le altre strade famose degli altopiani islandesi sono Kjalvegur e Sprengisandur.

## Galleria d'immagini

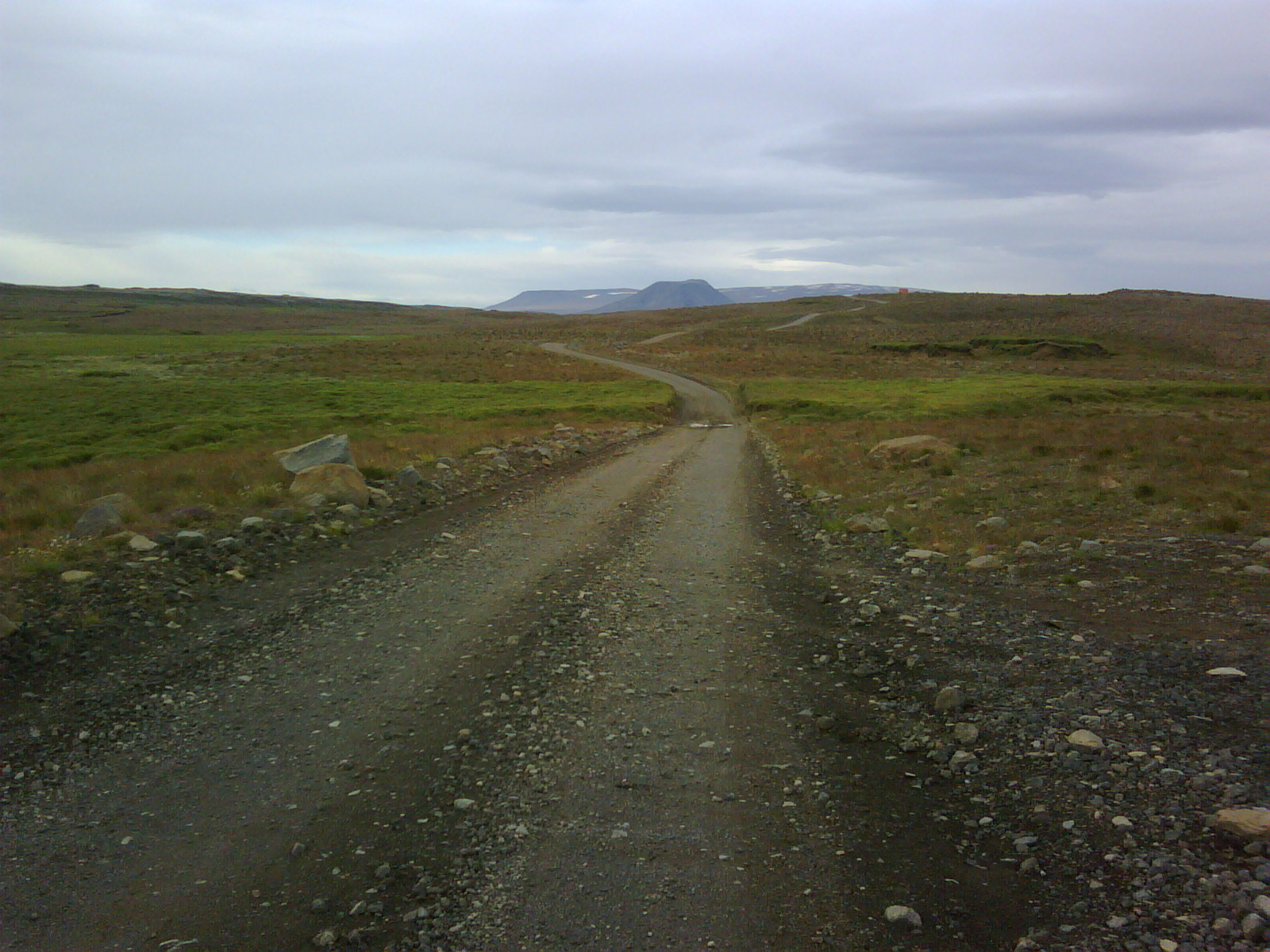
Inizio della 550 presso Þingvellir
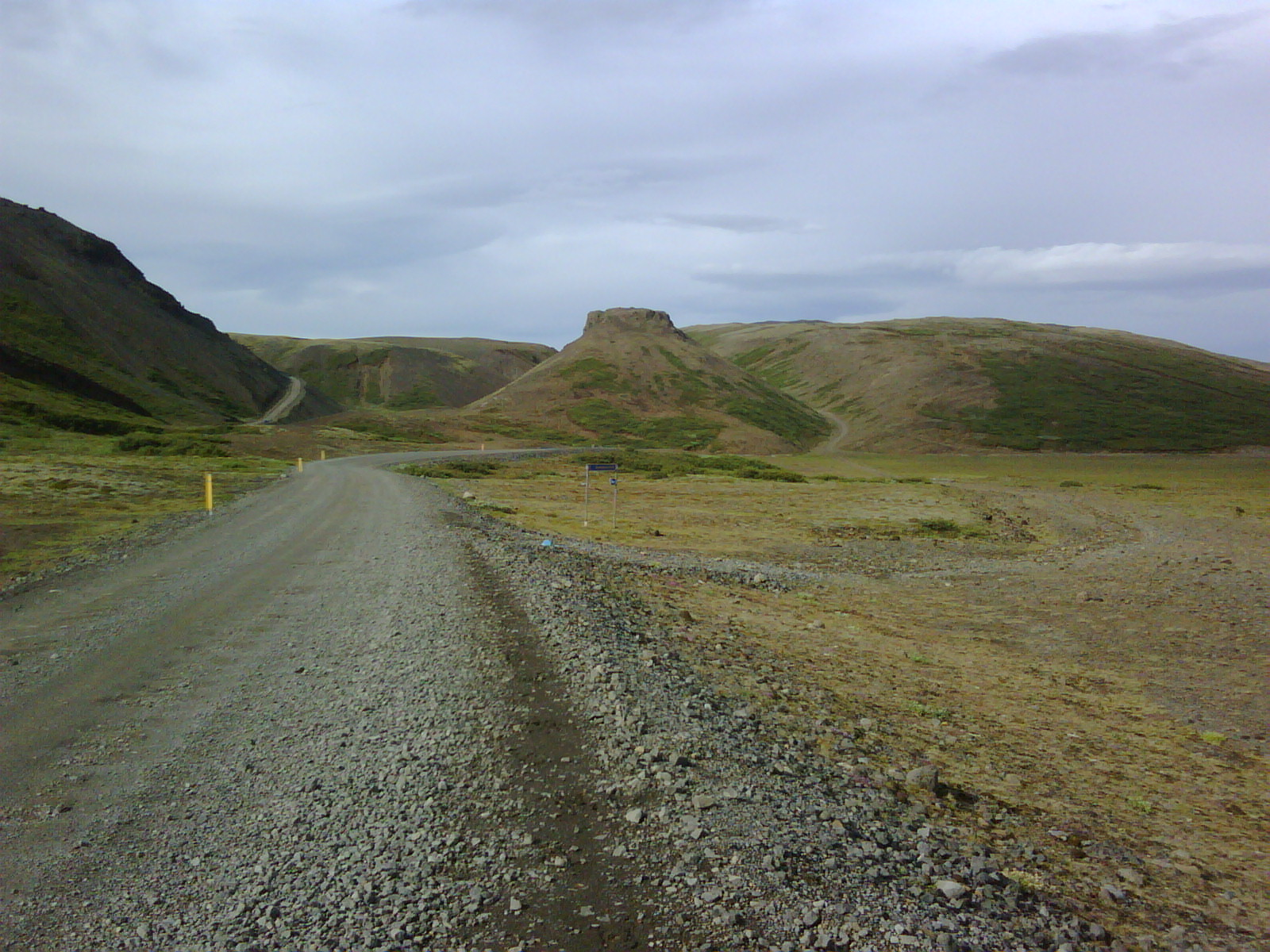
Panorama lungo la 550
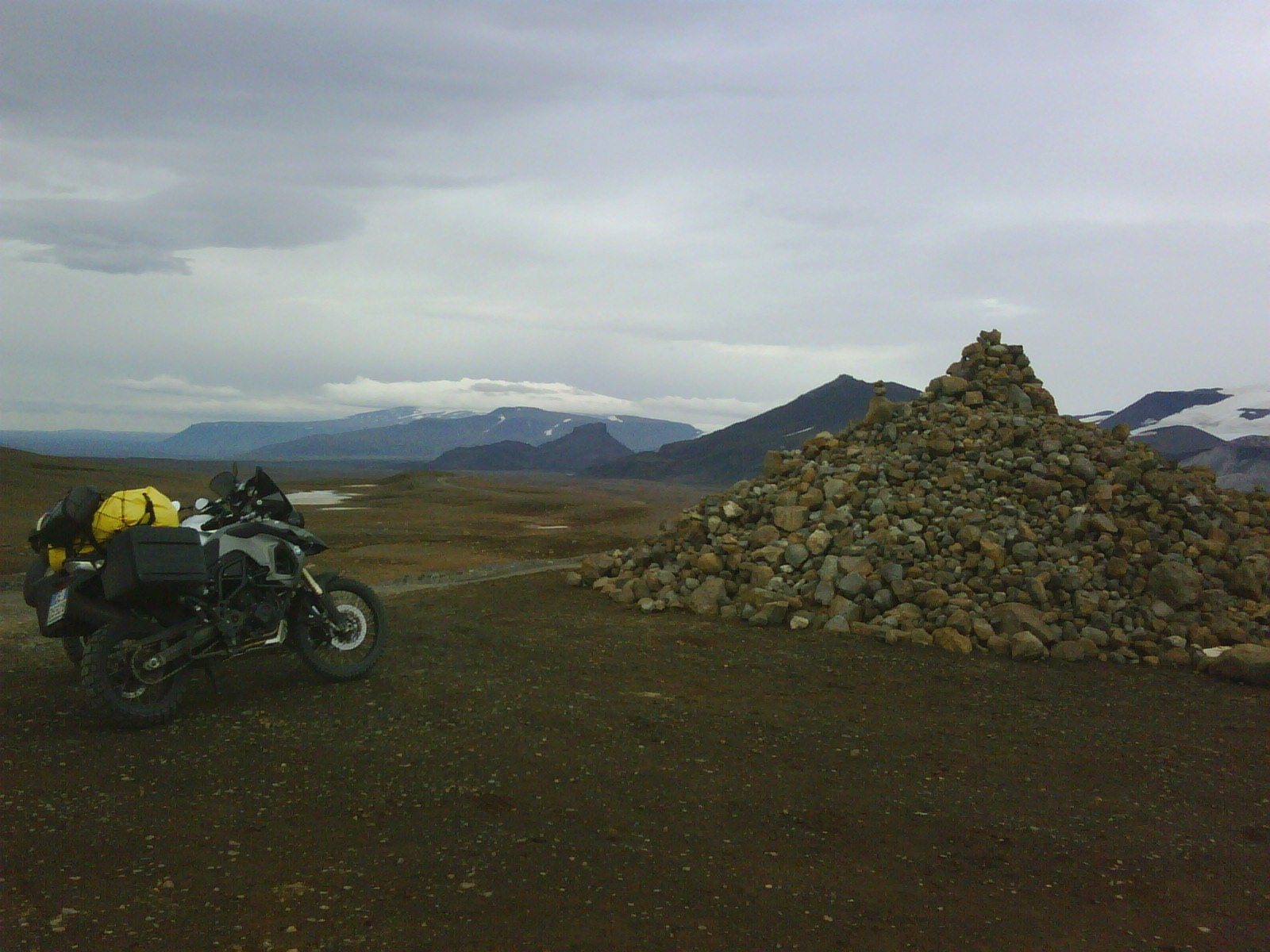
Area di sosta lungo la 550
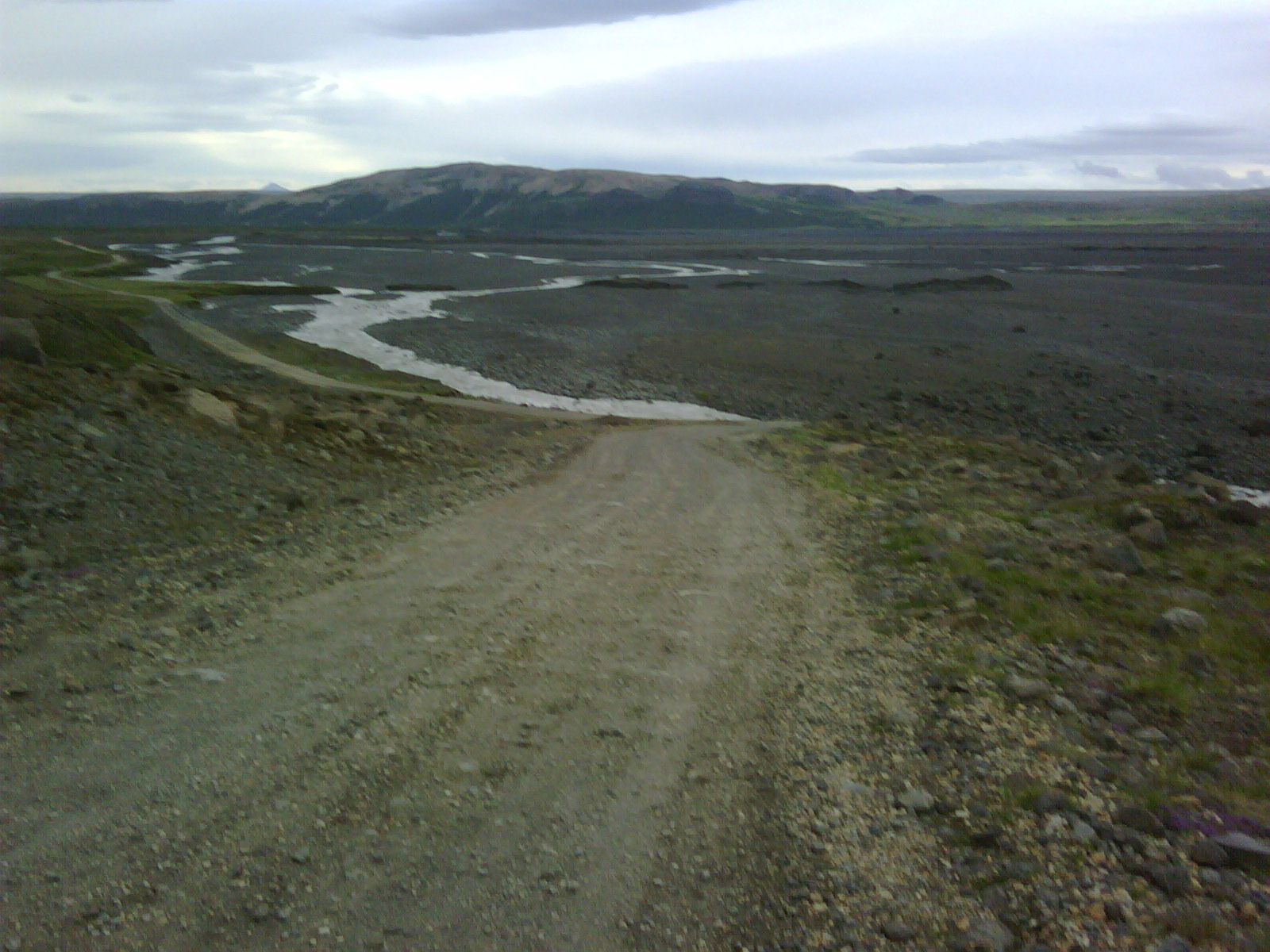
Termine della 550 verso Hallmundarhraun